# Abdellah ben Mohammed Alaoui
Pour les articles homonymes, voir Moulay Abdallah.
Moulay Abdellah (en arabe : مولاي عبد الله)), né le 31 mai 1935 et mort le 20 décembre 1983 à Rabat, est un prince alaouite, membre de la famille royale marocaine. Il est le fils cadet de Mohammed V et le frère de Hassan II, roi du Maroc.

## Biographie

### Jeunesse et formation
Moulay Abdellah est né le 31 mai 1935. D'après son fils aîné Moulay Hicham, quand il était jeune, son père, Mohammed V, l'appelait Sid el Aziz (qui signifie littéralement « le maître chéri »). Tout comme son frère, le futur Hassan II, il a suivi l'enseignement du Collège royal à Rabat, créé à leur intention en 1942 par leur père. L’exil de sa famille survenu en 1953, d’abord en Corse et ensuite à Madagascar, le contraint de changer d’établissement scolaire. Son père et sa famille habitent à Antsirabe et Moulay Abdallah est interne dans un collège religieux, chez les pères jésuites de Saint-Michel. Il ne supporte pas longtemps l’internat, tout comme sa sœur Lalla Malika interne dans un autre établissement, et quitte très vite cet établissement pour suivre des cours particuliers, sa sœur également. Après le retour d’exil de sa famille au Maroc datant du 16 novembre 1955, il retrouve sa vie d'avant et son pays devient indépendant le 2 mars 1956. Il poursuit sa scolarité à l’École des Roches, en Normandie, à partir de la rentrée de septembre 1956 pour y obtenir son baccalauréat. Après un an, il quitte cet établissement et s’inscrit à Paris au lycée Louis-le-Grand, où il obtient le baccalauréat en 1958. Moulay Abdallah poursuit ensuite des études universitaires en droit à la Sorbonne, et par la suite est diplômé d'une licence en droit en Suisse.

### Vie familiale
Le 9 novembre 1961, Moulay Abdellah épouse Lamia El Solh – fille du premier des présidents du Conseil des ministres libanais, Riad El Solh et sa femme syrienne Fayza Al-Jabiri – lors d'une double cérémonie nuptiale aux côtés de son frère Hassan II,. Lalla Lamia rejoint les épouses n'appartenant pas à la dynastie alaouite gratifiées du titre de princesse et du prédicat d'altesse, comme Lalla Latifa (la troisième sera Lalla Salma, ex-épouse du roi Mohammed VI, qui, elle, s'est vue en plus gratifiée du prédicat d'altesse royale). Il est père de trois enfants qui sont cousins du roi Mohammed VI :
1. le prince Moulay Hicham (4 mars 1964)[14] ;
2. le prince Moulay Ismaïl (31 décembre 1981).

### Divers
Les terres de la famille Teissèdre, que Moulay Abdellah a rachetées dans les années 1960 afin de prolonger la propriété de sa sœur, ont été utilisées quelques années plus tard afin de créer des haras royaux.[réf. nécessaire]
En 1971, à l'occasion du putsch avorté de Skhirat à l'encontre de son frère Hassan II, il fut gravement blessé.

### Décès
Mort le 20 décembre 1983 (à 48 ans), Moulay Abdellah a sa tombe dans le mausolée Mohammed-V, à Rabat, où repose son père, Mohammed V, et par la suite son frère aîné, Hassan II.